# SET YOU FREE
SET YOU FREE（セット・ユー・フリー）は、1997年から「SET YOU FREE千葉」が中心になってスタートした、日本全国のライブハウスや北海道釧路市で行われているフェス、くしろ霧フェスティバルで開催しているインディーズイベント。

## 概要
毎年9月には、CLUB CITTA'にて夏フェス、SET YOU FREE SUMMER FESTAが開催されている。
大阪で行われている夏フェス「OTODAMA」には「SET YOU FREE テント」が置かれ、過去にはSET YOU FREEに出演しているバンドやヨーロッパ企画などが出演。
12月には、1年の総集編として、SET YOU FREE YEAR END SPECIALが開催される。
2021年からは、野外ロックフェス「くしろ霧フェスティバル」にてSET YOU FREE IN KIRI FESTIVALが開催されている。

## 歴史
高円寺のライブハウスHIGHの店長、真田太洋との対談でSET YOU FREEが始まったきっかけが読み取れる。

## 人物
千葉智紹
北海道釧路市出身。セッチューフリー千葉。SET YOU FREE 千葉。2006年5月プロレスデビュー。バンディ日本代表スタッフとして、2012年1月にバンディ世界選手権カザフスタン大会カザフスタン共和国 Almatyに参加。硬式高校野球（春夏）開催時には甲子園に毎日通うためSET YOU FREEを休止し、地方大会視察も欠かさず行っている。

## 主なライブ
- 2003年9月26日・27日 - SET YOU FREE TOUR 2003 @ クラブダイアモンドホール/HUCKLEBERRY
ガガガSP / 銀杏BOYZ / メガマサヒデ / 陽 / LINK / 真摯
- 2004年8月27日 - SET YOU FREE SUMMER FESTA 2004 @ CLUB CITTA'川崎 
銀杏BOYZ
- 2004年09月ｰ11月 - SET YOU FREE TOUR 2004 @ BAYSIDE Jenny / 佐世保市民文化ホール
銀杏BOYZ
- 2004年12月 - SET YOU FREE YEAR END SPECIAL 5DAY @ 新宿LOFT
サンボマスター
- 2005年8月26日・27日 - SET YOU FREE SUMMER FESTA 2005 @ CLUB CITTA'川崎
8月26日:有山じゅんじ / うつみようこ / 銀杏BOYZ / サンボマスター / セカイイチ / テルスター / BAZRA / フラワーカンパニーズ / Baby & CIDER / Bacon / メガマサヒデ / YO-KING /  LINK  / ワタナベイビー
8月27日:Idol Punch / SA / GARLICBOYS / KING BROTHERS / the 原爆オナニーズ / DERIDE / TROPICAL GORILLA / HAWAIIAN6 / BRAHMAN / BREAKfAST / 壬生狼 / LAUGHIN' NOSE / RAZORS EDGE
- 2008年08月23日・24日 - SET YOU FREE SUMMER FESTA 2008 @ CLUB CITTA'川崎
8月23日:ASPARAGUS / UPPER / FC FiVE / OVER ARM THROW / the 原爆オナニーズ / COBRA / SLANG / DRADNATS / No Hitter / FUCK YOU HEROES / LAST TARGET / RAZORS EDGE / locofrank / Robin
8月24日:Idol Punch / innocent / F.I.B / GARLICBOYS / KING BROTHERS / SPREAD / dustbox / TROPICAL GORILLA / NICKEY & THE WARRIORS / HAWAIIAN6 / 壬生狼 / Live Clean Stay Young / 雷矢 / LAUGHIN' NOSE
- 2009年3月4日・5日 - 東狂アルゴリズム&SET YOU FREE共同企画 佐佐木春助@都落ち直前、東京生活による渾身の人脈提示3DAYS @ KOENJI HIGH
HOLSTEIN / テルスター
- 2009年9月20日 - SET YOU FREE SUMMER FESTA @ THE BOTTOM LINE
COBRA
- 2011年1月10日 - SET YOU FREE TOUR 2011 ～OTODAMA'10「SET YOU FREE テント」再放送編～ @ UMEDA AKASO
ワタナベイビー
- 2012年4月30日・6月9日 - SET YOU FREE TOUR 2012 @ 今池HUCK FINN / club SPOT 
まちぶせ / 人性補欠 / 東狂アルゴリズム / KiNGONS / NOT REBOUND / THE 抱きしめるズ / PLEDGE
- 2012年8月4日 - 人性補欠×SET YOU FREE企画 「道場破り～全国編～」 @ CAPARVO HALL
いないいないばあ / ギャーギャーズ / セックスマシーン / ボヤケルズ / リリイジョン / 人性補欠 / 暗闇ひとりぼっち / 松尾昭彦バンド / HALBERT / KiNGONS / THE☆南国 / THE 抱きしめるズ
- 2012年9月22日 - SET YOU FREE SUMMER FESTA 2012 @ CLUB CITTA'川崎
イヌガヨ / ギャーギャーズ / クリトリック・リス / ザ・サイレンズ / セックスマシーン / テルスター / メガマサヒデ / 人性補欠 / 四星球 / 暗闇ひとりぼっち / 東狂アルゴリズム / B.B.JUNKIE / KiNGONS / THE☆南国 / THE 抱きしめるズ / THE BOYS & GIRLS / THE TON-UP MOTORS
- 2013年8月6日 - SET YOU FREE @ 梅田CLUB QUATTRO
イヌガヨ / クリトリック・リス / ザ・サイクロンズ / セックスマシーン / ビレッジマンズストア / メガマサヒデ / 人性補欠 / 東狂アルゴリズム / HONEY MAKER / KiNGONS / THE 抱きしめるズ
- 2013年10月12日 - SET YOU FREE SUMMER FESTA 2013 @ CLUB CITTA'川崎
コロボックルズ / ザ・サイクロンズ / セックスマシーン / メガマサヒデ / 人性補欠 / 四星球 / 東狂アルゴリズム / 騒音寺 / KiNGONS / THE 抱きしめるズ / THE BOYS & GIRLS / THE TON-UP MOTORS
- 2013年12月14日 - SET YOU FREE～YEAR END SPECIAL @ KOENJI HIGH
KiNGONS / THE BOYS & GIRLS / クリトリック・リス / セックスマシーン / ダブルオー・テレサ / ビレッジマンズストア / ベランパレード / 人生補欠 / 首振りDolls / 騒音寺
- 2014年1月13日・2月21日 - SET YOU FREE TOUR 2014 @ UMEDA AKASO / 仙台FLYING SON
Droog / KiNGONS / セックスマシーン / STONE DEAD CRAZY / THE 抱きしめるズ / クリトリック・リス / ザ・サイクロンズ / ビレッジマンズストア / ムスリムホット / メガマサヒデ / 人性補欠 / 我如古ファンクラブ / 雨ノ地晴太郎
- 2014年8月2日 - SET YOU FREE @ 梅田CLUB QUATTRO
イヌガヨ / KiNGONS / クリトリック・リス / ザ・サイクロンズ / 騒音寺 / 東狂アルゴリズム / Droog / BAZRA / ビレッジマンズストア / B.B.JUNKIE
- 2014年10月18日 - SET YOU FREE SUMMER FESTA 2014 @ CLUB CITTA'川崎
Droog / KiNGONS / THE BOYS & GIRLS / THE TON-UP MOTORS / クリトリック・リス / ザ50回転ズ / セックスマシーン / ビレッジマンズストア / 人性補欠 / 四星球 / 首振りDolls / 騒音寺
- 2014年12月13日 - SET YOU FREE @ KOENJI HIGH
KiNGONS / 首振りDolls / ザ・サイクロンズ / 人性補欠 / セックスマシーン / 騒音寺 / 東狂アルゴリズム / BAZRA / ビレッジマンズストア / THE BOYS & GIRLS
- 2015年1月12日-5月31日 - SET YOU FREE TOUR 2015 @ UMEDA AKASO / club SONIC iwaki / club SPOT
KiNGONS / 首振りDolls / Droog / Raven's / SHEENA / Stand Alone Ant / STONE DEAD CRAZY / THE BOYS & GIRLS / THE PARALYZ / きつねのよめいり / ザ・サイクロンズ / セックスマシーン / ビレッジマンズストア / 人性補欠 / 人生補欠 / 男肉 du Soleil
- 2015年2月21日 - SET YOU FREE × CLUB JUNK BOX presents @ 仙台CLUB JUNK BOX
- 2015年2月22日 - SET YOU FREE "いしがきGOOD LUCKステージSP" CROSS OVER ～CLUB CHANGE WAVE 移転4周年イベント～ だけどthe five morioka @ the five morioka
- 2015年8月2日 - SET YOU FREE ROAD TO SUMMER FESTA -WEST- @ 梅田CLUB QUATTRO
イヌガヨ / 首振りDolls / 人性補欠 / SEVENTEEN AGAiN / 騒音寺 / 東狂アルゴリズム / Droog / HONEY MAKER / BAZRA / ビレッジマンズストア / Bacon / THE BOYS & GIRLS / メガ盛りフルーツ
- 2015年10月17日 - SET YOU FREE SUMMER FESTA 2015 @ CLUB CITTA'川崎
Droog / THE BOYS & GIRLS / THE NEATBEATS / ガガガSP / セックスマシーン / バンドTOMOVSKY / ビレッジマンズストア / 四星球 / 最終少女ひかさ / 騒音寺
- 2021年7月23日 - SET YOU FREE IN KIRI FESTIVAL @ 幸町緑地 耐震岸壁特設ステージ
真心ブラザーズ / PIGGS
- 2022年7月24日 - SET YOU FREE IN KIRI FESTIVAL @ 幸町緑地 耐震岸壁特設ステージ
ZIGGY / BiS
- 2022年7月23日 - SET YOU FREE IN KIRI FESTIVAL @ 幸町緑地 耐震岸壁特設ステージ
LINDBERG[2] / BiS
- 2022年7月24日 - SET YOU FREE IN KIRI FESTIVAL @ 幸町緑地 耐震岸壁特設ステージ
ニューロティカ / PIGGS
- 2023年7月21日 - SET YOU FREE IN KIRI FESTIVAL @ 幸町緑地 耐震岸壁特設ステージ
うつみようこ&YOCOLOCO BAND / ホフディラン / サンボマスター
- 2023年7月22日 - SET YOU FREE IN KIRI FESTIVAL @ 幸町緑地 耐震岸壁特設ステージ
フラワーカンパニーズ / PIGGS
- 2023年7月23日 - SET YOU FREE IN KIRI FESTIVAL @ 幸町緑地 耐震岸壁特設ステージ
LINDBERG / GANG PARADE
- 2024年7月26日 - SET YOU FREE IN KIRI FESTIVAL @ 幸町緑地 耐震岸壁特設ステージ
真心ブラザーズ / 銀杏BOYZ
- 2024年7月27日 - SET YOU FREE IN KIRI FESTIVAL @ 幸町緑地 耐震岸壁特設ステージ
PIGGS / ZIGGY
- 2024年7月28日 - SET YOU FREE IN KIRI FESTIVAL @ 幸町緑地 耐震岸壁特設ステージ
GANG PARADE / 四星球